# HAKI

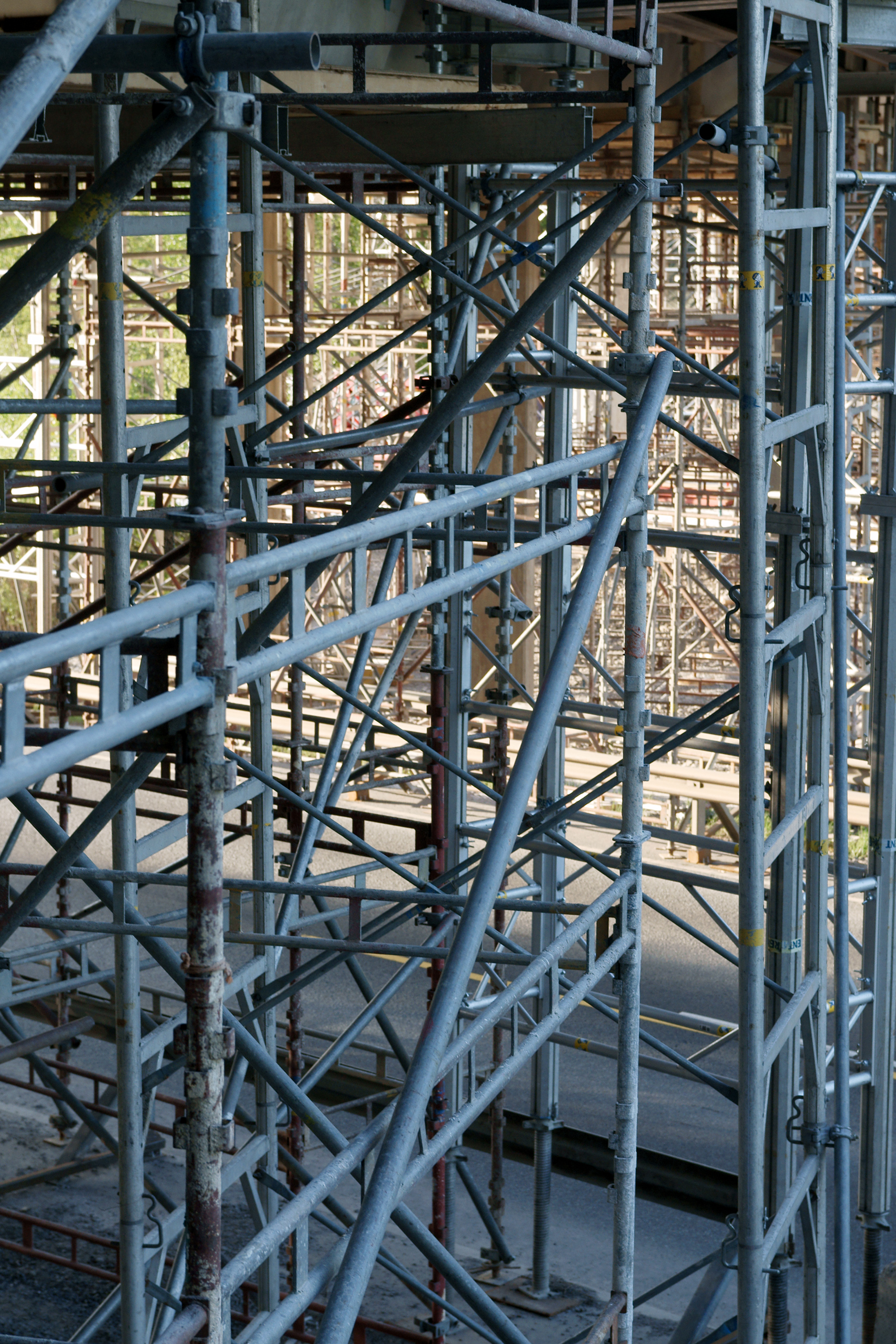
Byggnadsställning av HAKI Universal system

HAKI är ett svenskt företag som tillverkar byggnadsställningar. En HAKI-ställning skiljer sig på grund av sättet den är konstruerad, med byglar som gör att man hakar i byggnadsdelarna i varandra (därav namnet; HAK-I), jämfört med andra som skruvas ihop. Detta gör att en HAKI-ställning har mycket kort monteringstid och även kan monteras ihop av en ensam person.
En ställning består i grundutförande av två spiror vari en tvärbalk hakas. Två sådana element monteras ihop av två längsbalkar. På detta läggs ett plan för att gå på och skyddräcke hakas i på utsidan. Hela ställningen säkras med en diagonal stötta inom ställningen. Passande verktyg är en hammare.
HAKI har fabrik och huvudkontor i Sibbhult i nordöstra Skåne.